# Dead Meadow
Dead Meadow é uma banda de stoner rock/rock psicodélico formado em Washington, DC., Estados Unidos no ano de 1998. Eles já lançaram sete álbuns em sua carreira.

## História
O Dead Meadow foi criado na cena punk/indie de DC, embora sua música se inspirasse em outras fontes (neo-psicodelia). A banda se formou no final de 1998 das cinzas de duas bandas locais, The Impossible Five e Colour,quando o vocalista e guitarrista Jason Simon, o baixista Steve Kille e o baterista Mark Laughlin uniram-se para demonstrar seu amor pelo hard rock dos anos 70 e na psicodelia dos anos 60 e de escritores como J.R.R. Tolkien e H.P. Lovecraft. A banda lançou seu debut em 2000 pelo selo independente Tolotta Records, que pertencia ao ex-Fugazi, Joe Lally e lança uma versão em vinil pelo selo independente, Planaria Records, localizado em DC. Em 2001 a banda lança o seu segundo álbum, ainda pela gravadora Tolotta. A banda gravou e produziu o seu primeiro álbum em seu próprio local de ensaio, por alguns dólares e com alguns deslizes de produção, já Howls From The Hills foi concebido em um celeiro em Liberty, Indiana. Naquele tempo, o som da banda soava mais maduro e com uma produção mais cuidadosa e o resultado disso é que a banda experimentou mais em relação ao último álbum, contendo do heavy rock à baladas blues-folk, do space rock à boogie. No começo de 2002, o baterista original,Mark Laughlin relutantemente deixa o grupo, logo sendo substituído pelo velho amigo e colaborador, Stephen McCarty (na qual a fazenda do avô, foi gravado o segundo álbum da banda). Na metade de 2002, a banda conhece Anton Newcombe da banda Brian Jonestown Massacre, que grava, produz e prensa o álbum ao vivo da banda batizado de Got Live if You Want It! com a impressão "Committee to Keep Music Evil" (algo como, para manter a música verdadeira) da lendária gravadora underground, Bomp! Records. Logo depois, gravam uma Peel Session aonde o Fugazi costumava ensaiar, era também a primeira vez que a BBC gravava-o fora do seu estúdio.
Pouco tempo após assinar com a gravadora Matador Records em 2003, a banda produz seu terceiro álbum de estúdio chamado Shivering King And Others. A banda o produziu em um estúdio em DC chamado Pirate House, localizado nos porões deste em aproximadamente cinco meses e durante uma grande série de shows. A banda usou a mesma fórmula, com influências de hard rock e blues como no seus outros álbuns, mas se aprofundou mais nas raízes psicodélicas dos integrantes, com toques acústicos e baladas.
Em 2005, a banda grava o segundo álbum pela Matador Records, chamado Feathers e tem a entrada do guitarrista Cory Shane, velho amigo da banda, mas este logo sai da banda devido a seu mal-estar com longas turnês. O álbum tem ótimas críticas e é eleito pela revista inglesa NME, um dos melhores álbuns do ano de 2005. A sonoridade do álbum é mais acessível que seus outros lançamentos, com isso, houve um aumento considerável de fãs e de shows.
A banda nesses anos todos, já excursionou pelo mundo todo, tocando em vários festivais e dividindo o palco com bandas como Sonic Youth, Black Mountain, Dinossaur Jr e até de músicos como Yoko Ono.
A banda esta gravando novo material, escrito enquanto a banda estava na estrada e será o terceiro pela gravadora Matador Records e tem previsão de lançamento entre o final de 2006 e o começo de 2007. Em agosto de 2006, a gravadora Xemu Records relançou seus três primeiros álbuns.

## Integrantes
- Jason Simon - vocal & guitarra
- Steve Kille - baixo
- Stephen McCarty - bateria

### Ex-membros
- Mark Laughlin - bateria
- Cory Shane - guitarra

## Discografia

### Álbuns de estúdio
- Dead Meadow (2000)
- Howls from the Hills (2001)
- Shivering King and Others (2003)
- Feathers (2005)
- Old Growth (2008)
- Warble Womb (2013)

### Ao vivo
- Got Live if You Want It! (2002)
- Three Kings (2010)